# Rząd Enrica Letty

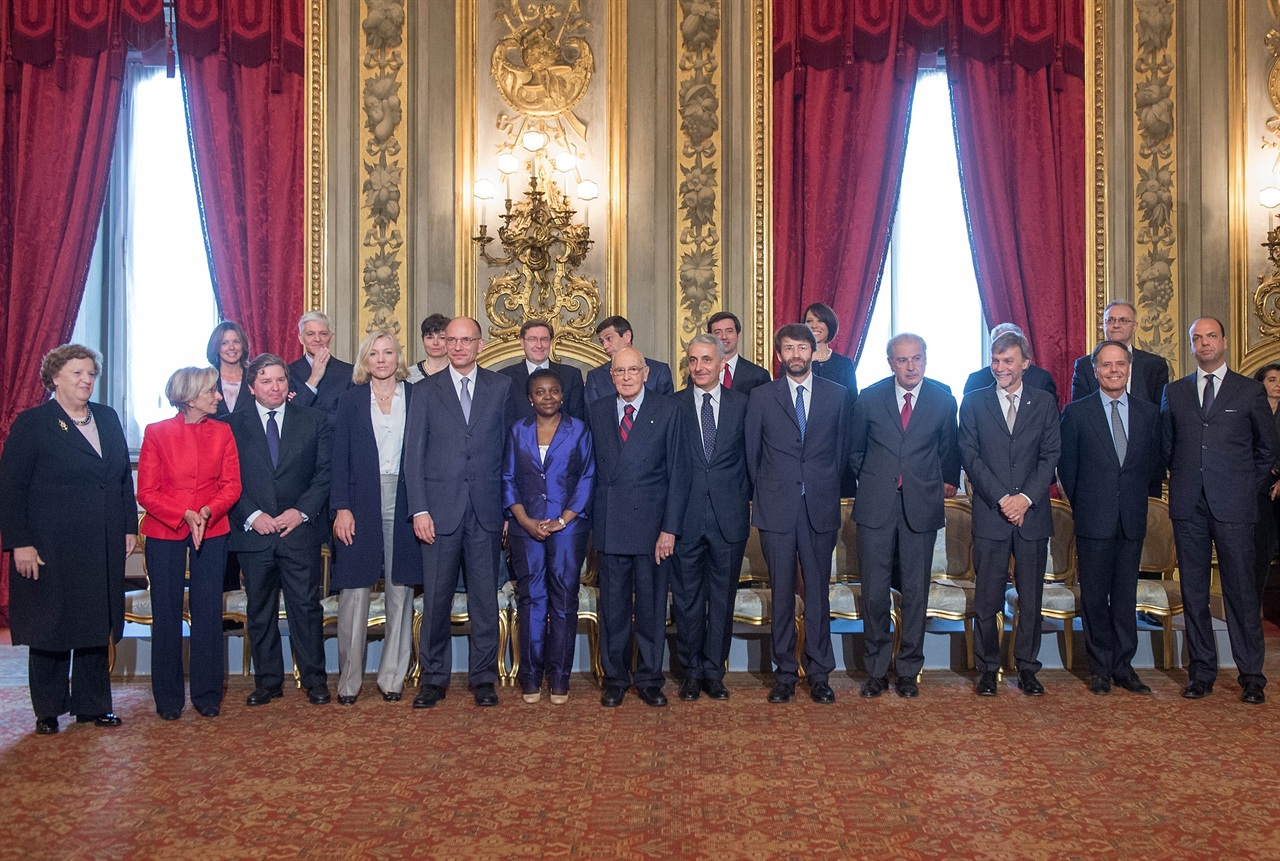
Ministrowie rządu oraz prezydent Giorgio Napolitano

Rząd Enrica Letty – rząd Republiki Włoskiej, urzędujący od 28 kwietnia 2013 do 22 lutego 2014.
W wyborach parlamentarnych z 24 i 25 lutego 2013 nieznaczną przewagę do Izby Deputowanych XVII kadencji uzyskała koalicja centrolewicy skupiona wokół Partii Demokratycznej (PD) oraz ugrupowania Lewica, Ekologia, Wolność (SEL). W wyniku ordynacji zdobyła bezwzględną większość mandatów w tej izbie. Jednocześnie nie zebrała większości w Senacie, wybieranym na częściowo odmiennych zasadach, a uczestniczącym również w powołaniu rządu. Doprowadziło to do kryzysu politycznego, skutkującego m.in. niemożnością wyłonienia prezydenta w kolejnych głosowaniach, nakłonieniem prezydenta Giorgia Napolitano do ubiegania się o reelekcję i jego ponownym wyborem, dymisją liderów PD.
24 kwietnia 2013 prezydent Giorgio Napolitano wyznaczył Enrica Lettę na kandydata na premiera. Zamiar powołania wspólnego gabinetu pod jego przywództwem ogłosiły dwa główne ugrupowania stojące na czele konkurujących ze sobą od lat 90. obozów – centrolewicowa PD i centroprawicowy Lud Wolności (PdL) Silvia Berlusconiego. Wsparcie zadeklarowała także koalicja, którą stworzył urzędujący premier Mario Monti, obejmująca Wybór Obywatelski (SC) oraz Unię Centrum (UdC).
27 kwietnia 2013 Enrico Letta ogłosił listę kandydatów na ministrów. Partii Demokratycznej poza funkcją premiera przypadło 4 ministrów resortowych i 5 ministrów bez teki, Ludowi Wolności 4 ministrów resortowych (w tym 1 łączący urząd ze stanowiskiem wicepremiera) i 1 minister bez teki, Wyborowi Obywatelskiemu 1 minister resortowy i 1 minister bez teku, Unii Centrum 1 minister bez teki, partii Włoscy Radykałowie (RI) 1 minister resortowy. W skład gabinetu weszło też 3 bezpartyjnych ministrów resortowych. Sekretarzem rządu został Filippo Patroni Griffi.
Zaprzysiężenie rządu nastąpiło 28 kwietnia 2013.
16 listopada 2013 koalicyjny Lud Wolności został rozwiązany, a jego miejsce zajęła opozycyjna wobec rządu Forza Italia. Dzień wcześniej działacze PdL popierający koalicję (w tym wszyscy ministrowie) utworzyli Nową Centroprawicę (NCD).
14 lutego 2014 na żądanie nowego lidera Partii Demokratycznej, Mattea Renziego, premier podał się dymisji. 17 lutego 2014 prezydent Giorgio Napolitano powierzył przywódcy PD misję stworzenia nowego rządu. Zaprzysiężenie gabinetu Mattea Renziego nastąpiło 22 lutego 2014.

## Skład rządu
| Funkcja                                                   | Imię i nazwisko                                                                   | Partia polityczna |
| --------------------------------------------------------- | --------------------------------------------------------------------------------- | ----------------- |
| Premier                                                   | Enrico Letta                                                                      | PD                |
| Wicepremier, minister spraw wewnętrznych                  | Angelino Alfano                                                                   | PdL/NCD           |
| Minister spraw zagranicznych                              | Emma Bonino                                                                       | RI                |
| Minister sprawiedliwości                                  | Annamaria Cancellieri                                                             | bezpartyjny       |
| Minister obrony                                           | Mario Mauro                                                                       | PI                |
| Minister gospodarki i finansów                            | Fabrizio Saccomanni                                                               | bezpartyjny       |
| Minister rozwoju gospodarczego                            | Flavio Zanonato                                                                   | PD                |
| Minister infrastruktury i transportu                      | Maurizio Lupi                                                                     | PdL/NCD           |
| Minister pracy i polityki społecznej                      | Enrico Giovannini                                                                 | bezpartyjny       |
| Minister kultury                                          | Massimo Bray                                                                      | PD                |
| Minister zdrowia                                          | Beatrice Lorenzin                                                                 | PdL/NCD           |
| Minister edukacji, szkolnictwa wyższego i badań naukowych | Maria Chiara Carrozza                                                             | PD                |
| Minister środowiska                                       | Andrea Orlando                                                                    | PD                |
| Minister polityki rolnej, żywnościowej i leśnej           | Nunzia De Girolamo (do 27 stycznia 2014) Enrico Letta (od 27 stycznia 2014, p.o.) | PdL/NCD PD        |
| Minister ds. administracji publicznej i deregulacji       | Gianpiero D’Alia                                                                  | UdC               |
| Minister ds. europejskich                                 | Enzo Moavero Milanesi                                                             | SC                |
| Minister ds. integracji                                   | Cécile Kyenge                                                                     | PD                |
| Minister ds. kontaktów z parlamentem                      | Dario Franceschini                                                                | PD                |
| Minister ds. spójności terytorialnej                      | Carlo Trigilia                                                                    | PD                |
| Minister ds. reformy instytucjonalnej                     | Gaetano Quagliariello                                                             | PdL/NCD           |
| Minister ds. regionalnych                                 | Graziano Delrio                                                                   | PD                |
| Minister ds. równouprawnienia, sportu i młodzieży         | Josefa Idem                                                                       | PD                |